# لكنوساوية حقيقية
اللكنوساوية الحقيقية (الاسم العلمي: Eulachnini) هي قبيلة من الحشرات تتبع فصيلة المنية من رتبة متشابهات الأجنحة.

## أجناس اللكنوساوية الحقيقية
- الإسيغلة (الاسم العلمي:Essigella)
- الإسيغلة المزيفة (الاسم العلمي:Pseudessigella)
- السينارة
- اللكنوس الحقيقي (الاسم العلمي:Eulachnus)
- اللكنوس المفصوم (الاسم العلمي:Schizolachnus)